# Saccammininae
Saccammininae es una subfamilia de foraminíferos bentónicos de la familia Saccamminidae, de la superfamilia Saccamminoidea, del suborden Saccamminina y del orden Astrorhizida. Su rango cronoestratigráfico abarca desde el Ordovícico hasta la Actualidad.

## Discusión
Clasificaciones previas incluían Saccammininae en la superfamilia Astrorhizoidea, así como en el suborden Textulariina del orden Textulariida.

## Clasificación
Saccammininae incluye a los siguientes géneros:
- Brachysiphon †
- Conqueria
- Cribrothalammina
- Hyperamminita †
- Lagenammina
- Marsupulinoides
- Ovammina
- Pilulinella
- Placentammina †
- Psammophaga
- Pseudosacculinella
- Saccammina †
- Saccamminella
- Sacculinella †
- Stomasphaera †
- Technitella
- Titanotheka †

Otros géneros asignados a Saccammininae y actualmente clasificados en otras familias son:
- Amphitremoida †, ahora en la familia Hippocrepinellidae
- Croneisella †, ahora en la familia Hippocrepinellidae

Otros géneros considerados en Saccammininae son:
- Bogdanovicziella, aceptado como Placentammina
- Cedhagenia
- Dahlgrenia, sustituido por Dahlgreniella
- Dahlgreniella, aceptado como Ovammina
- Dioxeia, aceptado como Technitella
- Hyperamminella, aceptado como Technitella
- Lavella
- Nellya
- Niveus, de posición taxonómica incierta
- Proteonella, aceptado como Lagenammina
- Rhabdaminella, aceptado como Marsipella o también como Pseudomarsipella
- Silicammina, aceptado como Placentammina